# Inarzo
Inarzo – miejscowość i gmina we Włoszech, w regionie Lombardia, w prowincji Varese.
Według danych na rok 2004 gminę zamieszkiwało 805 osób, 402,5 os./km².